# 须鼠耳蝠
须鼠耳蝠（学名：Myotis mystacinus）为蝙蝠科鼠耳蝠属的动物。分布于台湾以及中国大陆的青海、山东、四川、新疆、福建、江西、海南、黑龙江、广东、云南、北京、广西、陕西、甘肃、河北、宁夏、内蒙古、上海、山西、西藏、辽宁等地，常见于洞穴、家舍以及树林。该物种的模式产地在德国。

## 亚种
- 须鼠耳蝠青海亚种（学名：Myotis mystacinus kukunoriensis），Bobrinskii于1929年命名。在中国大陆，分布于青海等地。该物种的模式产地在青海湖。[2]
- 须鼠耳蝠台中亚种（学名：Myotis mystacinus latirostris），Kishida于1932年命名。分布于台湾等地。该物种的模式产地在台湾中部。[3]
- 须鼠耳蝠四川亚种（学名：Myotis mystacinus moupinensis），Milne-Edwards于1872年命名。在中国大陆，分布于江西、海南、云南、四川、福建等地。该物种的模式产地在四川宝兴。[4]
- 须鼠耳蝠指名亚种（学名：Myotis mystacinus mystacinus），Kuhl于1819年命名。在中国大陆，分布于河北、内蒙古（东部）、黑龙江、辽宁等地。该物种的模式产地在德国。[5]
- 须鼠耳蝠南疆亚种（学名：Myotis mystacinus przewalskii），Bobrinskii于1926年命名。在中国大陆，分布于陕西、内蒙古、甘肃、山东、山西、新疆等地。该物种的模式产地在新疆南部。[6]